# Штальхофен-ам-Визензее
Штальхофен-ам-Визензе (нем. Stahlhofen am Wiesensee) — община в Германии, в земле Рейнланд-Пфальц.
Входит в состав района Вестервальд. Подчиняется управлению Вестербург. Население составляет 343 человека (на 31 декабря 2010 года). Занимает площадь 2,42 км².

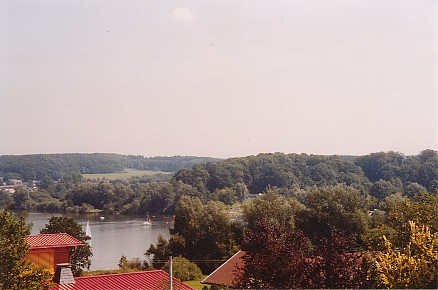
Штальхофен-ам-Визензе

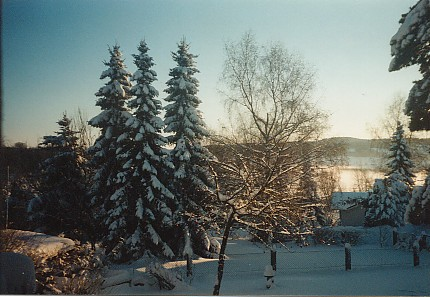
Штальхофен-ам-Визензе